# Varg Veum – Din till döden
Varg Veum – Din till döden (norska Varg Veum – Din til døden) är en norsk-dansk thriller från 2008 i regi av Erik Richter Strand med Trond Espen Seim i huvudrollen som Varg Veum. Filmen, som släpptes direkt på DVD, hade Sverigepremiär den 12 november 2008 och är den tredje filmen i filmserien om privatdetektiven Varg Veum. Filmen är baserad på boken Din till döden (Din til døden) från 1979 av författaren Gunnar Staalesen.

## Handling
Varg Veum har fått ett uppdrag att hitta en stulen bil, en bil som visar sig varit inblandad i ett rån mot en travbana. Hans klient är Jonas Andresen som just har skiljt sig från sin fru Wenche och bilen är en del av äktenskapsskillnaden. När Jonas blir mördad misstänker polisen att ex-hustrun är inblandad, men Varg vet att fallet är mer invecklat än så. Men alla som han misstänker dör under mystiska omständigheter, och inte blir fallet lättare av att han börjar få känslor för sin klients ex-hustru.

## Om filmen
Filmen är inspelad i Bergen, Hordaland i Norge.

## Rollista (urval)
- Trond Espen Seim - Varg Veum
- Bjørn Floberg - Jacob Hamre
- Kathrine Fagerland - Anna Keilhaug
- Endre Hellestveit - Jan Isachsen
- Sølje Bergmann - Wenche Andresen
- Henrik Mestad - Jonas Andresen
- Jon Ketil Johnsen - Gunnar Våge
- Ulrik Lullau - Roar Andresen
- Catrin Larell Eide - Solveig
- David A. Jørgensen - Lars
- Gitte Rio Jørgensen - Blomsterhandlar
- Christopher Magnus - Polisassistent
- Igor Necemer - Joacim Kotzako
- Frode Rasmussen - Bjarne Pedersen
- Svein Arne Ruud Andersen - Man på travparken
- Karin Stautland - Kvinna på travparken
- Arild Vestre - Securitasvakt